# Behchoko
Behchoko è una comunità del Canada, situata nei Territori del Nord-Ovest, in particolare nella Regione di North Slave.